# Битка код Фамара
Битка код Фамара водила се 23. маја 1793. године током Фландријске кампање у Рату прве коалиције. Савезничка аустријска, хановеријанска и британска војска под принцом Јосијасом од Сакс-Кобург-Салфелда поразила је француску Северну армију коју је предводио Франсоа Жозеф Дроут де Ламарш. Акција се одиграла у близини села Фамар, у северној Француској, пет километара јужно од Валансјена.

## Позадина
У мају 1793. године, након низа обрнутих реакција, Француска републиканска армија у Нижим земљама била је у очајној ситуацији. Деморалисана након смрти свог бившег команданта Аугустина-Марија Пикота де Дампјера, била је уморна и неорганизована. Осим тога, додатно су ослабили одреди из сваког батаљона који су учествовали у побуни у Вендеји. Иако су нови регрути били мобилисани као порез од 300.000, многи од њих су дезертирали или су иначе били неспособни за службу. Нови привремени командант, Ламарш, је схватио да је све што се може урадити у овом тренутку да се повуче у утврђени камп у Фамару и тврђави Валансјен.
Савезници, под Кобургом, су прешли у опсаду Валансјена, али су прво хтели да избаце Ламарша из Фамара, да прочисте пут и спрече било какву интервенцију Француза. Кобургове снаге су мало пре тога увећане пристиглим англо-хановерским контингентом којим је командовао двадесетшестогодишњи Фредерик, војвода од Јорка; одлучено је да ће они предводити главни напад. Ово је можда изненађујуће, јер би за многе британске трупе то био први покушај акције против републиканске Француске.
Логор у Фамару лежао је на гребену, три миље јужно од Валансјена, а на истоку га је граничила река Ронеле, чији су мостови и бране уништени. Напад је осмислио аустријски планер Карл Мак фон Лајберих. Требало је да се састоји од директних напада на источној страни логора са две главне колоне, подржане са два мања корпуса на оба бока. Са друге стране Шелт Клерфајт је требало да започне узастопни напад на утврђени камп у Монт Онзан.

## Битка
Прву, главну колону од 16 батаљона и 18 ескадрила водио је војвода од Јорка, а она је укључивала бригаду британске гарде под Герардом Лејком, која је већ видела акцију у Раизмеју 8. маја. Мекова упутства су била да Јорк пређе Ронеле мостовима у околини Артреа, а затим да нападне логор својим десним боком. Другим речима, до напада на француски логор није се очекивао никакав отпор.
Аустријанац, фелдцојгмајстер Жозеф де Ферари командовао је другом главном колоном (12 батаљона, 12 ескадрила), која је укључивала Аберкромбијеву бригаду британског 14. и 53. пешадијског пука. То је био напад из села Султан против укопавања на источној обали Ронеле. Фелдмаршал-поручник Николаус Колоредо-Мелс водио је Прву малу колону против североисточне стране Валансјена, док је генерал-мајор Рудолф Ритер фон Ото предводио Другу малу колону, претећи Ле Кесноју.
Нешто након 2 сата ујутро, колона се померила са тачке окупљања две миље иза Артреа, али је густа магла успорила њихов напредак, а до Ронела је стигла тек у 7. Јорка су пратили и Мак и шеф Кобурговог штаба Хохенлохе, који је Кобург послао да осигура да непроверени Јорк није учинио ништа пребрзо. Када се магла подигла, открили су да је њихов прелаз препун непријатељске пешадије и артиљерије, која је одмах отворила ватру. Мак је био рањен одмах на почетку акције, тако да је непроверени војвода од Јорка остављен да сам одлучи о следећем току акције. Његова одлука је била да окрене и крене у контра-марш према Марешу, удаљеном две миље ка југоистоку, остављајући неке аустријске пушке и трупе које су се већ ангажовале да скрену пажњу Француза. Прегазивши поток несупротстављена, лака Јоркова коњица се спустила низ гребен према југу села како би испитала француски бок према Керенајнгу. Нажалост, било је неколико кашњења и загушења на Марешу, тако да је већ било три поподне пре него што је изашао из села, што је дало Французима довољно времена да се окрену и суоче са претњом, а око пет поподне је стигао до Керенајнга, помало кружном путањом. Међутим, британска коњица се померила иза незаштићених леђа отворених француских редова, а њихова лева патрола се протезала готово до саме опатије Фонтанел, на задњем делу француске позиције. Савезничка коњица је имала одређени успех када су ушли у отворене редове преко клисуре и срушили браниоце, а француска коњица је покушала да врати редуте, али су их поразили.
У међувремену, даље ка северу, Фераријева колона упала је у дуги канал на источном обалном појасу Фамара и отерала Французе назад на запад од Ронеле. Раније у току дана је неколико ескадрила француске коњице претило његовом боку, при чему су их напали хановеријански спаситељи и усмерили након тешке борбе.
Коначно је Јорк био спреман да започне свој напад, али је у том тренутку опрезан Хохенлохе ушао и приговорио како су војници исцрпљени и Јорк је био дужан да одложи напад до следећег јутра.
Иако су Французи држали позицију на северу, Ламарш је схватио да му прети опасност да буде одсечен. Напустивши Феранда да брани Валансјен, током ноћи републиканци су се повукли према Бухаину, Цезаровом пољу и Паленкорту. Следећег јутра, Јорк је напао, али Французи су већ отишли. Колоредова колона са севера била је прва која је ушла у камп.

## Последице
Клерфајт је такође био успешан у свом нападу, иако је имао јачи отпор у Монт Онзан.
Од 27.000 људи који су били ангажовани, Французи су изгубили на свим пољима 3.000. Савезници су заробили 300 војника, 17 артиљеријских комада, 14 вагона за муницију и три заставе. Савезничке жртве износиле су 1.100, углавном Аустријанаца, од 53.000 расположивих војника. Мак је био међу рањеницима. Хановерски губици су били 22 погинулих и 61 рањен.
Након што је неутралисао Фамарски камп, Кобург је сада био слободан да започне опсаду Валансјена. Јорк је поново добио главну улогу у командовању опсадом, уз подршку Ферарија.
Дана 27. маја, Ламарша је заменио Адам Филипе.
Током борбе, 14. пешадијски пук, Западни јоркширски пук, напао је Французе уз музику Ça ira (Све ће бити у реду). Пуку је касније додељена ова мелодија као војна почаст и пучки брзи марш.

## Процена
Аустријска команда је окривила војводу од Јорка за неуспех у хватању Ламарша, али то оспоравају британски историчари као што је Алфред Бурн. Командант који… пати од ригидног ума, урониће равно у море тешкоћа само зато што му је тај курс предодређен. Али флексибилност је један од важећих принципа рата и једна од главних врлина генерала… Војвода од Јорка је стога награђен, а не осуђен због одступања од првог плана и замену за други.